# Gerdt Lohrman
Gerdt Lohrman eller Lårman, född troligen i Stockholm under slutet av 1500-talet, död 1662 i Falun, var en svensk bergmästare och borgmästare.

## Biografi
Gerdt Lohrmans far hade invandrat till Stockholm från Lübeck. I Sverige var han föreståndare för Tyska kyrkan och vid sin död en av stadens äldste. Modern var ingift släkt med professor Laurentius Johannis Lælius. 1622 fick Lohrman tillstånd att öppna en källare i Falun. Han blev därmed den förste källarmästaren i Falu rådhuskällare. Åren 1635-1641 nämns han som kronofogde i Säters och Näsgårds län.
Därefter var han bergmästare över Kopparbergs bergmästaredöme (1641—1644) samt staden Faluns borgmästare (1641-1662).